# 二戸パーキングエリア
二戸パーキングエリア（にのへパーキングエリア）は、岩手県二戸市の八戸自動車道上にあるパーキングエリア。

## 道路
- E4A 八戸自動車道

## 施設

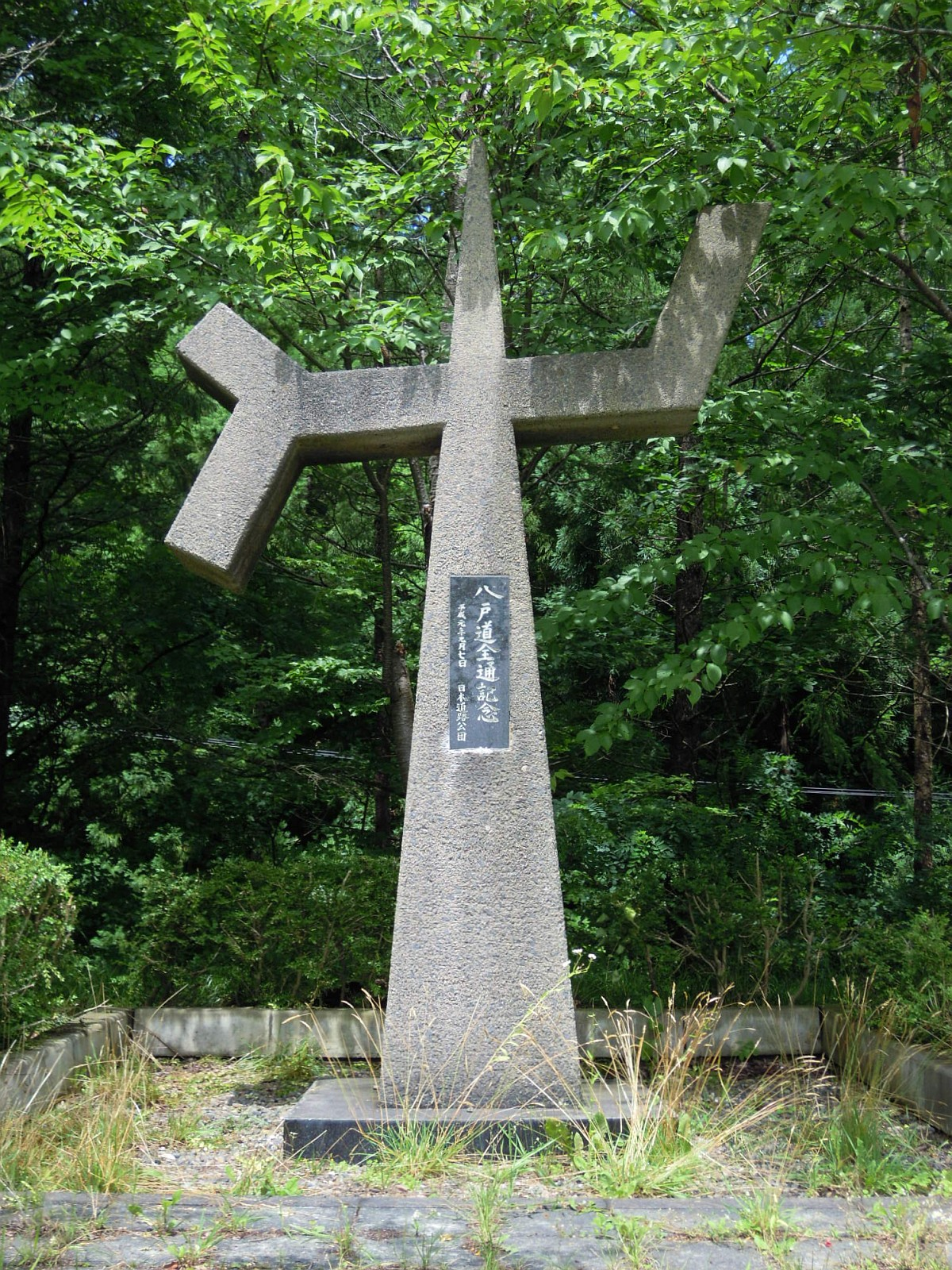
八戸自動車道全通記念碑

### 上り線（安代方面）
- 駐車場
  - 大型12台
  - 小型11台
- トイレ
  - 男性 大2（和式0・洋式2）・小5
  - 女性 5（和式0・洋式5）
  - 車椅子用 1
- 飲料自動販売機

### 下り線（八戸方面）
- 駐車場
  - 大型12台
  - 小型11台
- トイレ
  - 男性 大2（和式0・洋式2）・小5
  - 女性 5（和式0・洋式5）
  - 車椅子用 1
- 飲料自動販売機
- 園地の一角に、安代JCTから八戸ICまでが全通したことを記念する碑が立てられている。

## 隣
E4A 八戸自動車道
(46) 安代JCT - (1) 浄法寺IC - 二戸PA - (2) 一戸IC - (3) 九戸IC